# Discophora tulliana
Discophora tulliana är en fjärilsart som beskrevs av Hans Ferdinand Emil Julius Stichel 1905. Discophora tulliana ingår i släktet Discophora och familjen praktfjärilar. Inga underarter finns listade i Catalogue of Life.